# Saukiandidae
A Saukiandidae a háromkaréjú ősrákok (Trilobita) osztályának a Redlichiida rendjéhez, ezen belül a Redlichiina alrendjéhez tartozó család.

## Rendszerezés
A családba az alábbi nemek tartoznak:
- Australaspis
- Clariondia
- Despujolsia
- Dolerolichia
- Eops
- Ezhimia
- Longianda
- Pareops
- Perrector
- Planocephalus
- Pseudosaukianda
- Realaspis
- Resserops
- Richterops
- Saukianda